# Graciela Silvestri
Graciela Silvestri (Buenos Aires, 1954) es arquitecta y doctora en Historia de la Arquitectura, docente e investigadora. Ha dado clases en la Universidad de Harvard, en la Universidad de Cambridge, en el Instituto Ibero-Americano de Berlín, en la  Universidad Nacional de La Plata y en el Instituto de Arte Americano e Investigaciones Estéticas «Mario J. Buschiazzo» de la Universidad de Buenos Aires.
Su principal área de estudio y de trabajo es el paisaje. Desde su perfil de teórica acompaña a los arquitectos de BF4S en grandes proyectos como el Centro Cultural Néstor Kirchner.

## Biografía

### Primeros años
Silvestri estudió en la Facultad de Arquitectura, Diseño y Urbanismo (Universidad de Buenos Aires). Se recibió en el año 1979 y se doctoró en Historia de la Arquitectura en el año 1997, en la misma Universidad. Su tesis doctoral se titula El color del río.

### Trayectoria
Graciela Silvestri se desempeña en el Instituto de Arte Americano e Investigaciones Estéticas «Mario J. Buschiazzo» en la Facultad de Arquitectura, Diseño y Urbanismo (UBA) e integra el Programa de Estudios Históricos de la construcción del Habitar (Centro de estudios de la Sociedad Central de Arquitectos).
Ha sido profesora invitada en la Universidad de Cambridge, Inglaterra, por el Centro de Estudios Latinoamericanos de la Facultad de Historia en el año 2002 y el año 2012. Participó como científica extranjera en la Facultad de Historia del Instituto Ibero-Americano en Berlín, Alemania en el año 2001 y profesor visitante en el David Rockefeller Center for Latin American Studies, en la Universidad de Harvard, Estados Unidos, en el año académico 2005-2006 y en el 2013-2014.
En sus numerosos trabajos de investigación, seminarios y escritos, la arquitecta desafía y redefine las nociones de territorio, el rol de la representación de los acontecimientos y el espacio, en la construcción del paisaje y la importancia del agua y los recursos naturales en la definición del paisaje futuro. Su trabajo se centra siempre en los casos prácticos de América del Sur.
Es docente titular ordinaria de Teoría de la Arquitectura I y II en la Facultad de Arquitectura y Urbanismo en la Universidad Nacional de La Plata. Desarrolla su labor como investigadora independiente del CONICET, en el área de Historia y Crítica de la Arquitectura. Su campo de investigación es la Historia Cultural del Paisaje, centrada en la relación entre el paisaje, como construcción social y simbólica, las artes y el diseño en América del Sur. Como investigadora del CONICET, Silvestri ha publicado numerosos artículos y dirige en sus investigaciones a otros becarios. En 2012 la Universidad Nacional de la Plata la reconoció con el Premio a la Labor Científica, Tecnológica y Artística.
En conjunto con Jorge Silvetti, integrante de Machado and Silvetti Associates, organizaron el seminario Territorio Guaraní en la Harvard Graduate School of Design. Este proyecto también comprendió un número de la revista "ReVista, Harvard Review of Latin America". Además de un nuevo seminario en el año 2015. El proyecto de estudio Territorio Guaraní abarca el área situada en el corazón de la cuenca del Plata, un espacio y una identidad que resultan de la compleja relación entre las fronteras de los países que la integran y cuya importancia radica en el estudio de sus problemática y potencialidad con mirada al futuro: recursos naturales, energéticos y de forestación.

## Obras
- El Paisaje Como Cifra de Armonía. Nueva Visión, 1991. ISBN 978-950-602-430-7 con Fernando Aliata
- El Color del Río: Historia Cultural del Paisaje del Riachuelo, Universidad Nacional de Quilmes, 2004. ISBN 978-987-558-016-9
- El lugar común: . EDHASA, 2011. ISBN 978-987-628-117-1
- La ciudad que fue olvidada.[4]
- Postales de Buenos Aires (Notas para leer en el subte).[5]